# Operazione Primicia
L'Operazione Primicia (Operativo Primicia in spagnolo) fu un assalto su larga scala condotto dai guerriglieri Montoneros  il 5 ottobre 1975 nei pressi della città argentina di Formosa. Fu il primo attacco su larga scala realizzato dal gruppo paramilitare peronista che tentò di impadronirsi della locale caserma del 29º Reggimento di Fanteria Forestale. L'attaccò comportò un aumento della repressione da parte dello Stato argentino contro la guerriglia e indirettamente agevolò il colpo di stato dell'anno successivo.

## Descrizione
L'attacco si realizzò in cinque fasi. In primo luogo, i Montoneros dirottarono a Corrientes il volo 706 di Aerolíneas Argentinas proveniente da Buenos Aires. Il volo Boeing 737-200, che trasportava 102 passeggeri e sei membri dell'equipaggio fu fatto atterrare a Formosa, il cui aeroporto era stato nel frattempo conquistato da un commando di Montoneros della zona. Durante quest'ultimo assalto i guerriglieri avevano sparato una granata a razzo contro una macchina della polizia uccidendo un poliziotto e ferendone un altro. Mentre il commando all'aeroporto teneva in ostaggio circa 200 persone, una secondo gruppo si diresse contro la caserma del 29º reggimento di fanteria, dove avevano infiltrato un loro militante.
I Montoneros attaccarono le strutture militari del reggimento alle 16:25, l'ora della siesta locale. La maggior parte del personale militare era in licenza: alcuni di loro avevano un giorno di riposo mentre altri stavano dormendo nel quartiere militare vicino al reggimento. I Montoneros pensavano che i soldati rimasti, la maggior parte dei quali erano giovani coscritti, si sarebbe uniti a loro, ma non fu così. Dieci militari, alcuni dei quali furono colpiti mentre dormivano o si trovavano nelle docce, e due poliziotti rimasero uccisi nello scontro a fuoco che seguì l'irruzione dei guerriglieri nella base. I Montoneros, che si aspettavano di conquistare circa 200 fucili d'assalto FN FAL, riuscirono a prenderne solo 50. Negli scontri a fuoco rimasero complessivamente uccisi 13 guerriglieri. 
Terminato l'attacco nella caserma, gli attentatori si diressero verso l'aeroporto da dove, dopo un ultimo scontro a fuoco che causò la morte di un poliziotto, fuggirono a bordo del Boeing 737 precedentemente dirottato. L'aereo fu fatto atterrare su una pista di fortuna vicino a Rafaela, nella provincia di Santa Fe, a 700 km da Formosa. Un secondo gruppo di guerriglieri, come diversivo, fuggì dall'aeroporto a bordo di un Cessna 182 che fu poi fatto atterrare su una risaia nella provincia di Corrientes.
Una volta messa in sicurezza la caserma i militari rastrellarono i dintorni uccidendo tre civili che nulla avevano avuto a che fare con l'attacco.

## Conseguenze
Il giorno seguente l'attacco Ítalo Luder, l'allora presidente ad interim dell'Argentina, poiché la titolare Isabel Perón aveva preso un periodo di malattia, firmò tre decreti che autorizzavano i militari ad "annientare gli elementi sovversivi". Le forze armate, che stavano già conducendo l'Operazione Independencia contro i maoisti dell'ERP nella provincia di Tucumán, iniziò a condurre una serie di operazioni antiguerriglia in tutto il paese poiché né l'Alleanza Anticomunista Argentina né la polizia erano sufficienti a fermare i movimenti guerriglieri. I provvedimenti firmati da Luder diedero il via da parte dello Stato argentino ad una serie di pratiche del tutto illegali come la sparizione forzata dei civili che si perpetueranno sino al ritorno della democrazia nel 1983.
Nonostante l'ampio sostegno popolare di cui godeva Luder, Isabel Perón riassunse la carica presidenziale. I militari la deposero durante il colpo di stato argentino del 1976, e continuarono la guerra sporca durante il Processo di Riorganizzazione Nazionale. Montoneros e ERP furono alla fine sconfitti. La dittatura militare terminò nel 1983, e la Commissione Nazionale sulla Sparizione delle Persone (CONADEP) elencò diverse migliaia di sparizioni forzate effettuate dai militari durante il conflitto con la guerriglia.
Il presidente Néstor Kirchner fece un cambiamento controverso al rapporto della CONADEP nel 2006 dove incluse i guerriglieri morti durante gli attacchi come vittime del terrorismo di stato, permettendo così ai loro parenti di ricevere risarcimenti statali superiori a 600 000 pesos per caduto. I parenti dei militari morti durante l'Operazione Primicia ricevono invece una pensione di circa 840 pesos.
I nomi dei montoneros morti nell'attacco sono stati incisi sul monumento alle Vittime del Terrorismo di Stato a Buenos Aires.
Nel 2019, per la prima volta dopo 44 anni, si è tenuta una cerimonia in ricordo dei militari morti durante l'operazione Primicia. L'evento è stato presieduto dal presidente argentino Mauricio Macri.